# 沃羅希夫卡
51°18′32″N 30°45′26″E / 51.30889°N 30.75722°E
沃羅希夫卡（烏克蘭語：Ворохівка），是烏克蘭北部切爾尼希夫州切爾尼希夫區洪恰里夫斯凯市镇的村落。始建於1924年，面積0.5平方公里，海拔高度123米，2001年人口49，人口密度每平方公里98.99人。